# Athosiani
Gli Athosiani sono una razza umana della serie televisiva di fantascienza Stargate Atlantis. Vivevano sul pianeta Athos della Galassia di Pegaso e sono contadini, cacciatori e commercianti; la loro tecnologia è molto primitiva, in quanto sono stati costretti a regredire a un livello pre-industrializzato per sfuggire ai Wraith. La loro leader è Teyla Emmagan, che è anche parte della squadra della Spedizione Atlantis. Alcuni Athosiani, come Teyla, sono in grado di "sentire" i Wraith, una razza aliena ed estremamente ostile, grazie ad alcune parti di DNA Wraith che si sono integrate nel loro genoma, permettendogli di collegarsi alla loro rete telepatica o di attivare la loro tecnologia. Questa abilità tornerà utile alla Spedizione Atlantis in più occasioni nel corso della serie. Per esempio, nell'episodio della terza stagione "Illegittimo", Teyla può perfino pilotare una nave alveare. Invece non si conosce nessun Athosiano che possieda il gene ATA (o "Attivatore della Tecnologia degli Antichi").
In Rising, gli Athosiani sono i primi nativi di quella galassia con cui la spedizione Atlantis entra in contatto cercando potenziali siti di evacuazione. Dopo un attacco dei Wraith su Athos, gli Athosiani vengono trasferiti sul pianeta di Atlantide, dove colonizzano la terraferma. Questa nuova sistemazione è più sicura, infatti, in caso di pericolo o attacco dei Wraith, possono rifugiarsi nella città di Atlantide. Quando però la città vola su un altro mondo a causa di un attacco dei replicanti, devono nuovamente a spostarsi, andando a colonizzare un altro pianeta, che chiameranno New Athos.

## Personaggi Athosiani
- Halling, interpretato da Christopher Heyerdahl, (stagioni 1, 4): è il padre di Jinto;
- Kanaan, interpretato da Patrick Sabongui (stagioni 4, 5);
- Jinto e Wex, interpretati da Reece Thompson e Casey Dubois (stagione 1);
- Charin, interpretata da Brenda McDonald (stagioni 1, 2): è un'anziana Athosiana e una vecchia amica di Teyla.